# Antitrogus morbillosus
Antitrogus morbillosus är en skalbaggsart som beskrevs av Blackburn 1898. Antitrogus morbillosus ingår i släktet Antitrogus och familjen Melolonthidae. Inga underarter finns listade i Catalogue of Life.